# Lacrosse op de Olympische Zomerspelen 1904

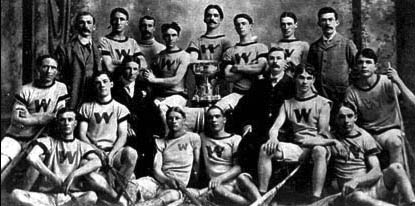
het winnende team

Lacrosse is een van de sporten die beoefend werden tijdens de Olympische Zomerspelen 1904 in St. Louis.
Aan het toernooi namen drie teams deel, twee teams uit Canada en één team uit de Verenigde Staten. Een van de Canadese teams bestond volledig uit Mohawk indianen.

## Uitslagen

### Halve finale
| 2 juli | St. Louis Amateur Athletic Association USA | - | Mohawk Indians CAN | 2 - 0 |

### Finale
| 7 juli | Shamrock Lacrosse Team CAN | - | St. Louis Amateur Athletic Association USA | 8 - 2 |

## Eindrangschikking
| rang   | sporters | land |
| ------ | --- | ---- |
| Goud   | Shamrock Lacrosse Team Élie Blanchard William Brennaugh George Bretz Billy Burns George Cattanach George Cloutier Sandy Cowan Jack Flett Benjamin Jamieson Stuart Laidlaw Hilliard Lyle Lawrence Pentland | CAN  |
| Zilver | St. Louis Amateur Athletic Association Patrick Crogan J. W. Dowling Gibson Robert Hunter Murphy Partridge George Passmore William Passmore Ross Sullivan A. H. Venn Woods                                 | USA  |
| Brons  | Mohawk Indians Black Hawk Black Eagle Almighty Voice Flat Iron Spotted Tail Half Moon Lightfoot Snake Eater Red Jacket Night Hawk Man Afraid Soap Rain in Face                                            | CAN  |

St. Louis 1904 · 
Londen 1908 · 
Amsterdam 1928 (demonstratie) · 
Los Angeles 1932 (demonstratie) · 
Londen 1948 (demonstratie)
Olympische medaillewinnaars
Atletiek · Basketbal (demonstratie) · Boksen · Boogschieten · Gewichtheffen · Golf · Lacrosse · Roeien · Roque · Schermen · Schoonspringen · Tennis · Touwtrekken · Turnen · Voetbal · Waterpolo · Wielersport · Worstelen · Zwemmen